# 407 (numero)
Quattrocentosette (407) è il numero naturale dopo il 406 e prima del 408.

## Proprietà matematiche
- È un numero dispari.
- È un numero composto con 4 divisori: 1, 11, 37, 407. Poiché la somma dei suoi divisori (escluso il numero stesso) è 49 < 407, è un numero difettivo.
- È un numero semiprimo.
- È un numero di Harshad (in base 10), cioè è divisibile per la somma delle sue cifre.
- È un numero di Armstrong.
- È un numero congruente.
- È un numero poligonale centrale.
- È parte delle terne pitagoriche (132, 385, 407), (407, 624, 745), (407, 2220, 2257), (407, 7524, 7535), (407, 82824, 82825).

## Astronomia
- 407P/PANSTARRS-Fuls è una cometa periodica del sistema solare.

- 407 Arachne è un asteroide della fascia principale del sistema solare.
- NGC 407 è una galassia spirale della costellazione dei Pesci.

## Astronautica
- Cosmos 407 è un satellite artificiale russo.

## Altri ambiti
- La Peugeot 407 è un'auto prodotta dalla Peugeot tra il 2004 ed il 2012.
- La Bristol 407 è stata un'auto di lusso prodotta dalla Bristol dal 1958 al 1961.
- Il Bell 407 è un elicottero leggero monomotore.